# Viracocha

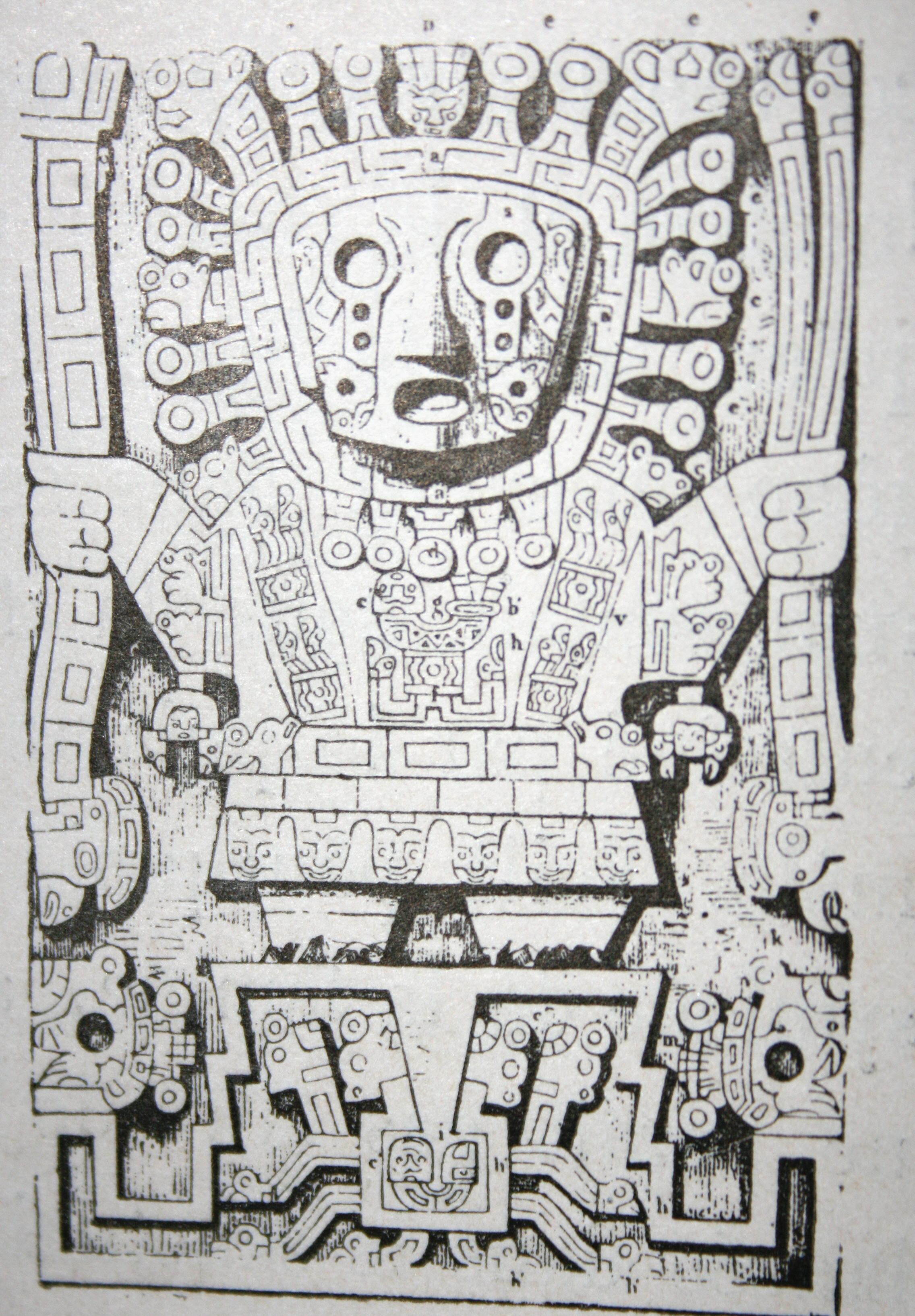
Viracocha.

Viracocha är den stora skaparguden i för-Inka- och Inkafolkets mytologi i Anderna i Sydamerika. Hans fullständiga namn och några stavningsalternativ är Wiracocha, Apu Qun Tiqsi Wiraqutra och Con-Tici (stavas också Kon-Tiki, vilket är källan till namnet för den norske äventyraren Thor Heyerdahls flotte). Viracocha var en av de viktigaste gudarna i Inkapantheonen och betraktas som alltings skapare, eller det ämne från vilket allt skapats och är intimt associerad med havet. Viracocha skapade universum, solen, månen och stjärnorna, tiden (genom att beordra solen att röra sig över himlen) och själva civilisationen. Viracocha dyrkades som solgud och stormgud. Han avbildades med solen som krona, med blixtar i händerna och tårar som faller från hans ögon likt regn.
Viracocha förknippas med fruktbarhet och de livgivande krafterna i naturen, exempelvis regnet. Tillsammans med Mama Cocha fick han sonen Inti.
I berättelserna beskrivs hur Viracocha steg upp ur Titicacasjön efter den översvämning som utraderade det första människosläktet. Efter att ha rest runt bland Inkafolket och predikat en tid försvann han norrut för att aldrig återvända.
Viracocha är också slutledet av namnet på andra gudar, till exempel Tiki Viracocha, och mer allmänt ett begrepp som betyder den högste guden.

## Etymologi

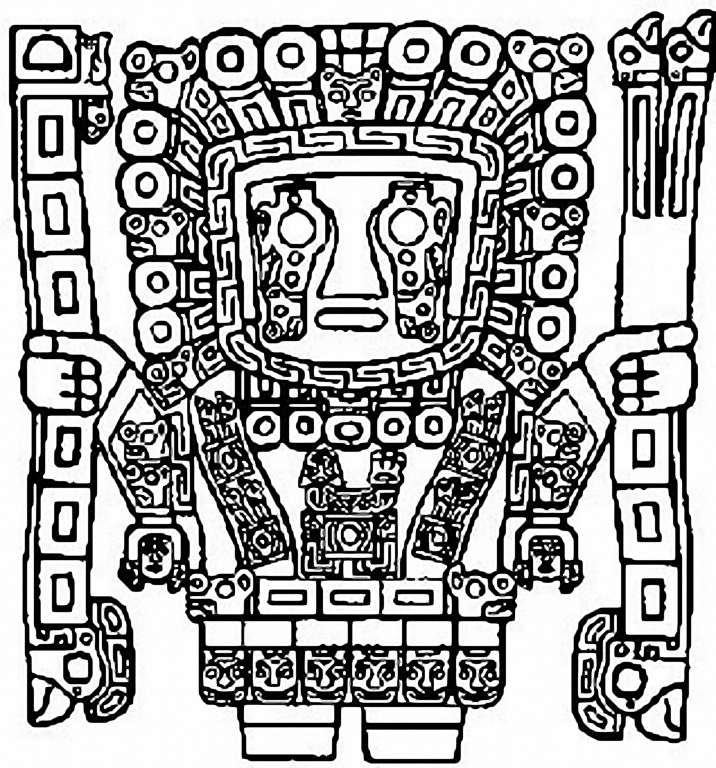
Apu Qun Tiqsi Wiraqucha.

Tiqsi Huiracocha kan ha flera betydelser. På quechua betyder tiqsi grund eller bas, wira betyder fet och qucha betyder sjö, hav eller reservoar. Viracochas många epitet är bland andra den store, den allvetande och den mäktige. En del hävdar att Wiraqucha kan betyda "Havets fett (eller skum)".
Men språkliga, historiska och arkeologiska bevis tyder på att namnet kan vara en inlåning från aymarans Wila Quta (wila "blod", quta "sjö") på grund av de offer av kameldjur som utfördes vid Titicacasjön av de andinska kulturerna före inkatiden som talade Aymara.

## Dyrkan av Viracocha
Viracocha dyrkades av de andinska kulturerna som föregick inka innan han införlivades i inkatrons pantheon. Enligt inkatron gav Viracocha en huvudbonad och stridsyxa till den första inkan, Manco Capac, och lovade honom att inkafolket skulle erövra allt i sin väg. Namnet Viracocha antogs även av härskaren som kallades Viracocha Inka (död 1438 CE, Common Era, vår tideräkning) och det är möjligtvis då som guden formellt upptogs i inkornas pantheon. Viracocha tillbads i inkornas huvudstad Cusco och hade tempel och statyer tillägnade sig i Caha och Urcos. Vid viktiga ceremoniella tillfällen förekom människooffer (inklusive barn) och ganska ofta offrades Lamadjur. Då andra gudar var viktigare för det vanliga folkets dagliga liv så dyrkades Viracocha främst av adeln, och då ofta under politiska kriser.

## Viracocha i konsten
I konst avbildas Viracocha ofta som en gammal skäggig man som bär en lång kappa och stöder sig på en stav. Den gråtande statyn vid ruinerna av Tiwanaku, nära Titicacasjön, vilken är platsen där allting skapades enligt inkatron, är förmodligen en av de äldsta kända avbildningarna av Viracocha. Där kan han ses skulpterad i toppen av en massiv portal med blixtar i händerna och med en krona av solstrålar medan hans tårar representerar regnet.